# 음력 3월 27일
음력 3월 27일은 음력 3월의 27번째 날이다.

## 문화
- 1884년 - 우정총국 설립.

## 같이 보기
- 음력 360일: 1월 2월 3월 4월 5월 6월 7월 8월 9월 10월 11월 12월
- 전날:3월 26일 다음날:3월 28일 - 전달:2월 27일 다음달:4월 27일
- 양력:3월 27일
- 음력, 윤달